# Jean Kasem
Jean Thompson Kasem (Portsmouth; 1955) es una actriz estadounidense que llegó a la fama por hacer el papel de Loretta Tortelli en la comedia de situación Cheers. También es conocida por ser una vegetariana convencida y una devota católica. Se casó en 1980 con Casey Kasem, quien murió el 15 de junio de 2014, a la edad de 82 años. Fruto de dicho matrimonio tuvieron una hija, Liberty Irene Kasem.